# بيدامان كروس فاير
بيدمان كروس فاير (بالإنجليزية: B-Daman Crossfire)‏ (باليابانية:クロスファイトビーダマン) هو أنمي عرض في اليابان على تلفزيون طوكيو في 2 أكتوبر 2011، وعرضت حلقته الأخيرة في 30 سبتمبر 2012، ويتكون من 52 حلقة باللغة اليابانية بينما النسخة العالمية تتكون من 26 حلقة وعرضت على نكلوديون وذا سي دبليو، وديزني إكس دي وتم دبلجته للغة العربية من قبل مركز الزهرة على قناة سبيستون.

## القصة
تتحدث القصة عن البيدامانات التي بداخلها حيوانات البيدا الأسطورية والتي تختلف من بيدا إلى بيدا من حيث القوة، وأقوى هذه الحيوانات هي التنانين، وريكي هو بطل المسلسل الذي كان فاشلا في لعبة البيدامان، وأصبح بعد أن تعرف على دراسيان بطل الانمي في بيدامان كروس فصار بطلا في هذه اللعبة، لقد ذهب مع صديقته (سومي) لمتجر السيد (اكيرا) وهو كان متجراً يبيع البيدمانات وقد اختار ريكي بيدمان من نوع التنين، وقد اختاروه جمعية البيدمان ليكون لاعبا في البيدمان، وعندما ذهب ريكي ريكساكي إلى المكان الذي يقام فيه المنافسات وقد تعرف على أصدقاء جدد وهم يوغي وسايمون وكايتو، وغريس، وهم أصدقاء كانوا في البداية يستهزئون في قوة ريكي، ولكن ريكي في النهاية أذهلهم في قوته، وصار بطل المنطقة الشرقية. جمعية البيدمان، وهي جمعية أقامت دوري البيدمان كروس فاير لمعرفة لغز جوهرة البيدا.

## الممثلون
- مهجة الشيخ - ريكي
- رغدة الخطيب - سامورو، كايتو
- لينا ضوا - سايمون، ريجي، ألبا
- رأفت بازو - باسارا
- رائد مشرف - دراغولد، أكيرا
- طالب الرفاعي - هيوغو والد، سامورو
- خلدون قاروط - غنر
- رشا بيدس - رولي، ديريك، المعلمة
- هلا صياصنة - رودي، غريس
- سارة رضوان - سومي
- شكران الحسيني - يوكي
- يحيى الكفري - دراسيان، السيد تكاكورا
- روعة شيخاني - نوفو (غير مدرج)
- كامل نجمة - أسوكا (غير مدرج)

## روابط خارجية
- بيدامان كروس فاير على موقع ANN anime (الإنجليزية)